# Брест (Доња Саксонија)
Брест (њем. Brest) општина је у њемачкој савезној држави Доња Саксонија. Једно је од 40 општинских средишта округа Штаде. Према процјени из 2010. у општини је живјело 827 становника. Посједује регионалну шифру (AGS) 3359008.

## Географски и демографски подаци
Брест се налази у савезној држави Доња Саксонија у округу Штаде. Општина се налази на надморској висини од 29 метара. Површина општине износи 24,6 km². У самом мјесту је, према процјени из 2010. године, живјело 827 становника. Просјечна густина становништва износи 34 становника/km².

## Међународна сарадња
| Мјесто | Држава    | Врста сарадње | Од    |
| ------ | --------- | ------------- | ----- |
| Асфелд | Француска | партнерство   | 1966. |
| Извор  |           |               |       |